# Marcin Żewłakow
Marcin Żewłakow (uitspraak: [ˈmart͡ɕin ʑɛvˈwakɔf], ong. martjien zjevwakof) (Warschau, 22 april 1976) is een Pools voormalig voetballer die als aanvaller speelde.
In zijn carrière verdedigde hij de kleuren van Polonia Warszawa, KSK Beveren, Excelsior Moeskroen, FC Metz, KAA Gent, FCV Dender en APOEL Nicosia. Hij was Pools international en nam deel aan het WK 2002.
Zijn broer Michal is ook een voetballer. Ze speelden samen bij Polonia Warszawa, KSK Beveren en Excelsior Moeskroen.